# Drosophila cardini (artundergrupp)
Drosophila cardini är en artundergrupp inom släktet Drosophila, undersläktet Drosophila och artgruppen Drosophila cardini. Artundergruppen består av åtta arter.

## Arter inom artgruppen
- Drosophila acutilabella
- Drosophila cardini
- Drosophila cardinoides
- Drosophila neocardini
- Drosophila neomorpha
- Drosophila parthenogenetica
- Drosophila polymorpha
- Drosophila procardinoides